# Coscinia bifasciata
Coscinia bifasciata là một loài bướm đêm thuộc phân họ Arctiinae, họ Erebidae.